# Droga wojewódzka nr 438
Droga wojewódzka nr 438 (DW438) – droga wojewódzka o długości ok. 19 km w środkowej części województwa wielkopolskiego.

## Miejscowości leżące przy trasie DW438
- Borek Wielkopolski
- Leonów
- Zimnowoda
- Głoginin
- Borzęciczki
- Gałązki
- Koźmin Wielkopolski